# Boxe aux Jeux olympiques d'été de 2024 - Poids super-lourds hommes
 (juillet 2024).
Navigation
Tokyo 2020 Los Angeles 2028
L'épreuve masculine de boxe des poids super-lourds (+92 kg) des Jeux olympiques d'été de 2024 se déroule à l'Arena Paris Nord et au Stade Roland-Garros à Paris, du 29 juillet au 10 août 2024.

## Calendrier
| Lu 29 | Ma 30 | Me 31 | Je 1er | Ve 2 | Sa 3 | Di 4 | Lu 5 | Ma 6 | Me 7 | Je 8 | Ve 9 | Sa 10 |
| ----- | ----- | ----- | ------ | ---- | ---- | ---- | ---- | ---- | ---- | ---- | ---- | ----- |
| P     |       |       |        | ¼    |      |      |      |      | ½    |      |      | F     |

| - P : tour préliminaire - ¼ : quarts de finale - ½ : demi-finales - F : finales |

## Médaillés
| Or                     | Argent             | Bronze                                          |
| Bakhodir Jalolov (UZB) | Ayoub Ghadfa (ESP) | Nelvie Tiafack (GER) Djamili-Dini Aboudou (FRA) |

## Résultats
|  | Huitièmes de finale        | Huitièmes de finale        | Huitièmes de finale |  |  | Quarts de finale           | Quarts de finale           | Quarts de finale       |   |                            | Demi-finales               | Demi-finales           | Demi-finales |  |  | Finale | Finale | Finale |
|  |                            |                            |                     |  |  |                            |                            |                        |   |                            |                            |                        |              |  |  |        |        |        |
|  | Joshua Edwards (USA)       | Joshua Edwards (USA)       | 1                   |  |  |                            |                            |                        |   |                            |                            |                        |              |  |  |        |        |        |
|  | Diego Lenzi (ITA)          | Diego Lenzi (ITA)          | 4                   |  |  | Diego Lenzi (ITA)          | Diego Lenzi (ITA)          | 0                      |   |                            |                            |                        |              |  |  |        |        |        |
|  | Nelvie Tiafack (GER)       | Nelvie Tiafack (GER)       | 5                   |  |  | Nelvie Tiafack (GER)       | Nelvie Tiafack (GER)       | 5                      |   |                            |                            |                        |              |  |  |        |        |        |
|  | Mahammad Abdullayev (AZE)  | Mahammad Abdullayev (AZE)  | 0                   |  |  |                            |                            |                        |   | Nelvie Tiafack (GER)       | Nelvie Tiafack (GER)       | 0                      |              |  |  |        |        |        |
|  | Teremoana Junior (AUS)     | Teremoana Junior (AUS)     | KO                  |  |  |                            | Bakhodir Jalolov (UZB)     | Bakhodir Jalolov (UZB) | 5 |                            |                            |                        |              |  |  |        |        |        |
|  | Dmytro Lovchynskyi (UKR)   | Dmytro Lovchynskyi (UKR)   |                     |  |  | Teremoana Junior (AUS)     | Teremoana Junior (AUS)     | 0                      |   |                            |                            |                        |              |  |  |        |        |        |
|  | Omar Shiha (NOR)           | Omar Shiha (NOR)           | 0                   |  |  | Bakhodir Jalolov (UZB)     | Bakhodir Jalolov (UZB)     | 5                      |   |                            |                            |                        |              |  |  |        |        |        |
|  | Bakhodir Jalolov (UZB)     | Bakhodir Jalolov (UZB)     | 5                   |  |  |                            |                            |                        |   |                            | Bakhodir Jalolov (UZB)     | Bakhodir Jalolov (UZB) | 5            |  |  |        |        |        |
|  | Mourad Kadi (ALG)          | Mourad Kadi (ALG)          | 1                   |  |  |                            | Ayoub Ghadfa (ESP)         | Ayoub Ghadfa (ESP)     | 0 |                            |                            |                        |              |  |  |        |        |        |
|  | Djamili-Dini Aboudou (FRA) | Djamili-Dini Aboudou (FRA) | 4                   |  |  | Djamili-Dini Aboudou (FRA) | Djamili-Dini Aboudou (FRA) | 4                      |   |                            |                            |                        |              |  |  |        |        |        |
|  | Gerlon Congo (ECU)         | Gerlon Congo (ECU)         | 3                   |  |  | Gerlon Congo (ECU)         | Gerlon Congo (ECU)         | 1                      |   |                            |                            |                        |              |  |  |        |        |        |
|  | Abner Teixeira (BRA)       | Abner Teixeira (BRA)       | 2                   |  |  |                            |                            |                        |   | Djamili-Dini Aboudou (FRA) | Djamili-Dini Aboudou (FRA) | 0                      |              |  |  |        |        |        |
|  | Kamshybek Kunkabayev (KAZ) | Kamshybek Kunkabayev (KAZ) | 2                   |  |  |                            | Ayoub Ghadfa (ESP)         | Ayoub Ghadfa (ESP)     | 5 |                            |                            |                        |              |  |  |        |        |        |
|  | Ayoub Ghadfa (ESP)         | Ayoub Ghadfa (ESP)         | 3                   |  |  | Ayoub Ghadfa (ESP)         | Ayoub Ghadfa (ESP)         | 5                      |   |                            |                            |                        |              |  |  |        |        |        |
|  | Davit Chaloyan (ARM)       | Davit Chaloyan (ARM)       | 3                   |  |  | Davit Chaloyan (ARM)       | Davit Chaloyan (ARM)       | 0                      |   |                            |                            |                        |              |  |  |        |        |        |
|  | Delicious Orie (GBR)       | Delicious Orie (GBR)       | 2                   |  |  |                            |                            |                        |   |                            |                            |                        |              |  |  |        |        |        |